# Державний архів Вінницької області
Державний архів Вінницької області —  структурний підрозділ Вінницької обласної державної адміністрації, який підзвітний та підконтрольний голові обласної державної адміністрації та Державному архівній службі України. Директором є Юрій Легун. Розташований за адресою: Вінниця, вул. Соборна, 17

## Історія
У 1920 році у м. Вінниці було створено Подільський обласний архів, який складався з архівного, бібліотечного і бібліографічного відділів. У вересні 1920 року Подільський обласний архів було перетворено у Подільське губернське архівне управління, яке розформували у лютому 1921 року. 1 квітня 1922 року утворено Подільське губернське архівне управління.
Навесні 1922 року у Вінниці створено Подільський губернський історичний архів для зберігання дореволюційних архівних документів.
24 липня 1925 року у зв'язку з ліквідацією Подільської губернії губернське архівне управління передало свої функції тимчасовій архівній комісії, яка, передала справи трьом окружним архівним управлінням: Вінницькому, Могилів-Подільському та Тульчинському. Історичний архів увійшов у повному обсязі до складу Вінницького окружного архівного управління.
Наприкінці 1931 р. Вінницьке місцеве архівне управління було реорганізовано у Вінницький державний історичний архів.
З лютого 1932 р. архів перейменовано на Вінницький обласний історичний архів з підпорядкуваням щойно створеному Вінницькому обласному архівному управлінню. З 1938 р. архів передано у відання НКВС УРСР. З 1944 р. архів став називатися Державним архівом Вінницької області. З 1958 р. — Вінницьким обласним державним архівом, який з 1960 р. підпорядковувався архівному відділу виконкому Вінницької обласної ради. З 1980 р. архів носить назву — Державний архів Вінницької області.
У грудні 1988 р. ліквідовано архівний відділ облвиконкому. Функції управління архівною справою в регіоні передано Державному архіву Вінницької області.

## Фонди
- 5620 фондів, 1459997 од. зб. (19728 л. м) за 1726–2004 рр.
- 3730 од. зб. науково-технічної документації за 1825–2002 рр.
- 22 од. зб. кінодокументів за 1972–1988 рр.
- 33558 од. зб. фотодокументів за 1890–2002 рр.
- 165 од. зб. фонодокументів за 1961–1994 рр.